# Hunbert

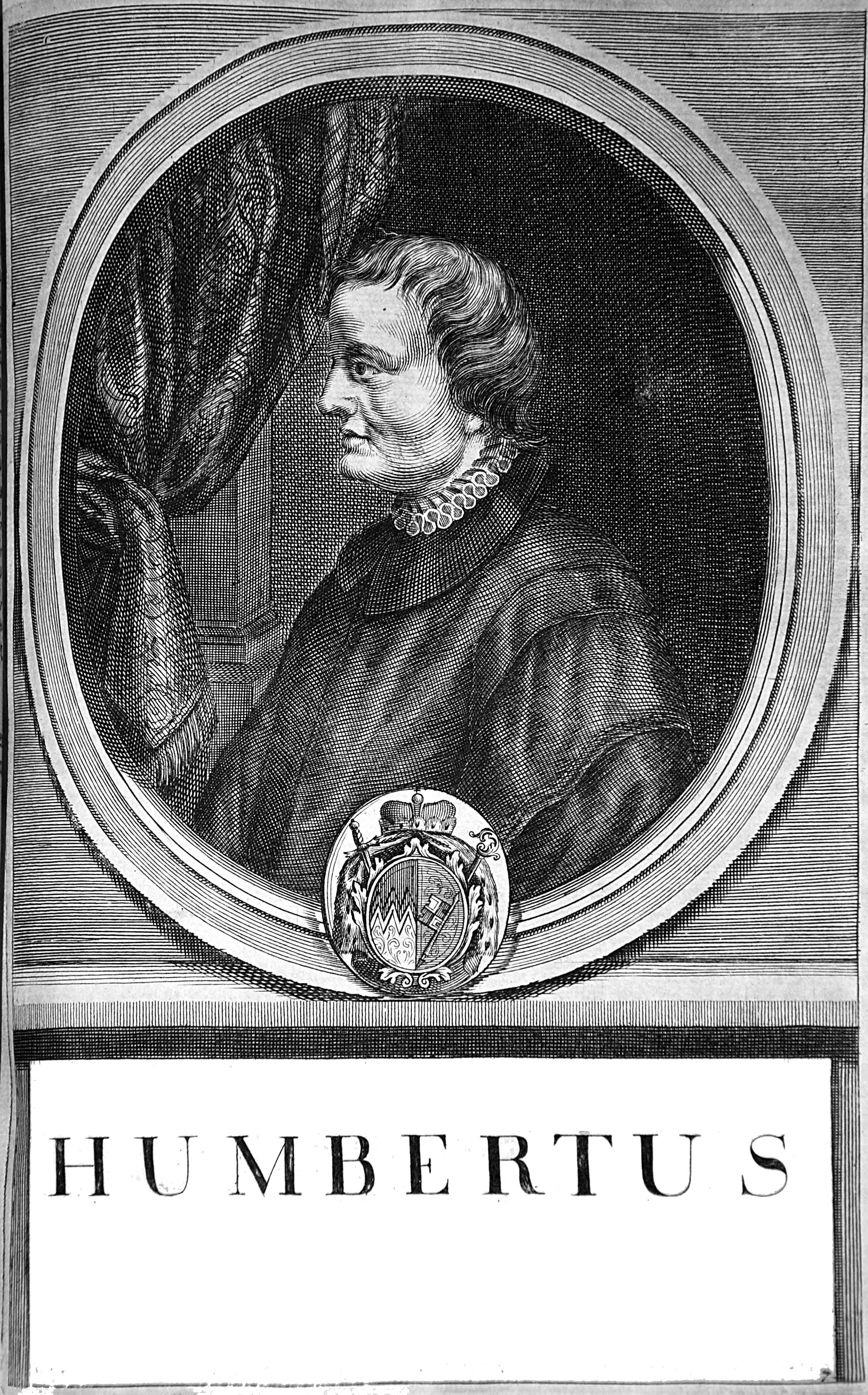
Hunbert, 832 bis 842 Bischof von Würzburg

Hunbert († 9. März 842) war von 832 bis 842 Bischof in Würzburg.
Hunbert entstammte dem Würzburger Domklerus. Er war Nachfolger von Wolfgar, trat in der Spätzeit der Regierung von Ludwig dem Frommen auf einigen Reichsversammlungen in Erscheinung, scheint aber eher unpolitischer Natur gewesen zu sein. Er setzte sich für den kontinuierlichen Ausbau der Dombibliothek ein und hielt sich oft in den Grenzregionen der Diözese auf, um hier seinen Einfluss zu stärken.